# Piroblatta alluaudi
Piroblatta alluaudi är en kackerlacksart som beskrevs av Robert Walter Campbell Shelford 1907. Piroblatta alluaudi ingår i släktet Piroblatta och familjen småkackerlackor.
Artens utbredningsområde är Madagaskar. Inga underarter finns listade i Catalogue of Life.